# Salvatore Bagni
Salvatore Bagni (Correggio, 25 de setembro de 1956) é um ex-futebolista profissional italiano que atuava como meia-defensivo.

## Carreira
Salvatore Bagni representou a Seleção Italiana de Futebol, na Copa do Mundo de 1986, ele fez quatro partidas e um gol.

## Títulos

### Clubes
F.C. Internazionale Milano
- Coppa Italia: 1981–82

S.S.C. Napoli
- Serie A: 1986–87
- Coppa Italia: 1986–87